# 루프트한자의 운항 노선
2019년 9월 기준, 아래는 루프트한자의 취항지 목록이다.

## 운항 노선

### 아시아

#### 동아시아
- 대한민국
  - 서울 - 인천국제공항
- 중화인민공화국
  - 베이징 - 베이징 수도 국제공항
  - 난징 - 난징 루커우 국제공항
  - 상하이 - 상하이 푸둥 국제공항
  - 선양 - 선양 타오셴 국제공항
  - 칭다오 - 칭다오 자오둥 국제공항
- 홍콩
  - 홍콩 - 홍콩 국제공항
- 일본
  - 도쿄 - 하네다 국제공항
  - 나고야 - 주부 센토레아 국제공항

#### 동남아시아
- 싱가포르
  - 싱가포르 - 싱가포르 창이 공항
- 태국
  - 방콕 - 수완나품 국제공항

#### 남아시아
- 몰디브
  - 말레 - 말레 국제공항 계졀편
- 인도
  - 델리 - 인디라 간디 국제공항
  - 뭄바이 - 차트라파티 시바지 국제공항
  - 벵갈로르 - 벵갈루루 국제공항
  - 첸나이 - 첸나이 국제공항
  - 푸네 - 푸네 국제공항

#### 서남아시아
- 레바논
  - 베이루트 - 베이루트 국제공항
- 바레인
  - 마나마 - 바레인 국제공항
- 사우디아라비아
  - 리야드 - 킹 칼리드 국제공항
  - 담맘 - 킹 파드 국제공항
  - 제다 - 킹 압둘아지즈 국제공항
- 아랍에미리트
  - 두바이 - 두바이 국제공항
- 요르단
  - 암만 - 퀸 알리아 국제공항
- 이라크
  - 에르빌 - 에르빌 국제공항
- 이란
  - 테헤란 - 테헤란 이맘 호메이니 국제공항
- 이스라엘
  - 텔아비브 - 벤구리온 국제공항
- 쿠웨이트
  - 쿠웨이트 시티 - 쿠웨이트 국제공항

#### 중앙아시아
- 아제르바이잔
  - 바쿠 - 헤이다르 알리예프 국제공항
- 조지아
  - 트빌리시 - 트빌리시 국제공항
- 카자흐스탄
  - 아스타나 - 누르술탄 나자르바예프 국제공항
  - 알마티 - 알마티 국제공항

### 아프리카

#### 서아프리카
- 나이지리아
  - 라고스 - 무르탈라 모하메드 국제공항
  - 아부자 - 은남디 아지키웨 국제공항
  - 포트하커트 - 포트하커트 국제공항
- 적도 기니
  - 말라보 - 말라보 국제공항

#### 남아프리카
- 남아프리카 공화국
  - 케이프타운 - 케이프타운 국제공항
  - 요하네스버그 - OR 탐보 국제공항
- 앙골라
  - 루안다 - 루안다 콰트루 드 페베레이루 공항

#### 동아프리카
- 모리셔스
  - 포트루이스 - 시우 사구르 람룰람경 국제공항 계졀편
- 에티오피아
  - 아디스아바바 - 볼레 국제공항
- 케냐
  - 나이로비 - 조모 케냐타 국제공항

#### 북아프리카
- 모로코
  - 카사블랑카 - 모하메드 5세 국제공항
  - 마라케시 - 마라카시 메나라 공항
- 알제리
  - 알제 - 우아리 부메디엔 공항
- 이집트
  - 카이로 - 카이로 국제공항
- 튀니지
  - 튀니스 - 튀니스 카르타고 국제공항

### 유럽

#### 서유럽
- 영국
  - 런던
    - 런던 히드로 국제공항
    - 런던 개트윅 국제공항 계졀편
    - 런던 시티 공항

  - 뉴캐슬 - 뉴캐슬 공항
  - 뉴키 - 뉴키 공항 계졀편
  - 맨체스터 - 맨체스터 공항
  - 버밍엄 - 버밍엄 공항
  - 애버딘 - 애버딘 공항
  - 에든버러 - 에든버러 공항
  - 인버네스 - 인버네스 공항 계졀편
  - 저지섬 - 저지 공항 계졀편
  - 카디프 - 카디프 공항
- 프랑스
  - 파리 - 파리 샤를 드 골 공항
  - 니스 - 니스 코트다쥐르 공항
  - 리옹 - 생텍쥐페리 국제공항
  - 마르세유 - 마르세유 프로방스 공항
  - 몽펠리에 - 몽펠리에 메디테라니 공항
  - 뮐루즈 - 바젤 뮐루즈 프라이부르크 공항
  - 바스티아 - 바스티아 포레타 공항 계졀편
  - 툴루즈 - 툴루즈 블라냑 공항
- 독일
  - 베를린
    - 베를린 - 베를린 브란덴부르크 국제공항

  - 노르트라인베스트팔렌주
    - 뒤셀도르프 - 뒤셀도르프 국제공항
    - 뮌스터 - 뮌스터 오스나뷔르크 국제공항
    - 쾰른 - 쾰른 본 공항
    - 파더보른 - 파더보른 공항

  - 니더작센주
    - 하노버 - 하노버 공항

  - 메클렌부르크포어포메른주
    - 로스토크 - 로스토크 라그 공항

  - 바덴뷔르템베르크주
    - 슈투르가르트 - 슈투르가르트 공항
    - 프라이부르크 - 바젤 뮐루즈 프라이부르크 공항
    - 프리드리히샤펜 - 프리드리히샤펜 공항

  - 바이에른주
    - 뮌헨 - 뮌헨 국제공항 허브
    - 뉘른베르크 - 뉘른베르크 공항

  - 브레멘주
    - 브레멘 - 브레멘 공항

  - 슐레스비히홀슈타인주
    - 베스터란트 - 베스터란트 실트 공항 계졀편

  - 작센주
    - 드레스덴 - 드레스덴 공항
    - 라이프치히 - 라이프치히 할레 공항

  - 함부르크 주
    - 함부르크 - 함부르크 공항

  - 헤센주
    - 프랑크푸르트 - 프랑크푸르트암마인 공항 허브
- 아일랜드
  - 더블린 - 더블린 공항
  - 노크 - 아일랜드 웨스트 공항
- 네덜란드
  - 암스테르담 - 스히폴 국제공항
  - 로테르담 - 로테르담 헤이그 공항
- 룩셈부르크
  - 룩셈부르크 시티 - 룩셈부르크 핀델 국제공항
- 벨기에
  - 브뤼셀 - 브뤼셀 공항

#### 중유럽
- 스위스
  - 제네바 - 제네바 국제공항
  - 취리히 - 취리히 공항
  - 바젤 - 바젤 뮐루즈 프라이부르크 공항
- 오스트리아
  - 비엔나 - 비엔나 국제공항
  - 그라츠 - 그라츠 공항
  - 인스부르크 - 인스부르크 공항

#### 남유럽
- 그리스
  - 아테네 - 아테네 국제공항
  - 이라클리오 - 이라클리오 국제공항
- 몰타
  - 발레타 - 몰타 국제공항
- 보스니아 헤르체고비나
  - 사라예보 - 사라예보 국제공항
- 세르비아
  - 베오그라드 - 베오그라드 니콜라 테슬라 국제공항
- 스페인
  - 마드리드 - 마드리드 바하라스 국제공항
  - 바르셀로나 - 바르셀로나 엘프라트 국제공항
  - 말라가 - 말라가 공항
  - 발렌시아 - 발렌시아 공항
  - 빌바오 - 빌바오 공항
  - 알리칸테 - 알리칸테 공항
  - 이비자 - 이비자 공항 계졀편
  - 팔마데마요르카 - 팔마데마요르카 공항
- 이탈리아
  - 로마 - 로마 피우미치노 공항
  - 나폴리 - 나폴리 국제공항
  - 라메지아테르메 - 라메지아테르메 국제공항
  - 밀라노 - 밀라노 말펜사 공항
  - 밀라노 - 밀라노 리나테 공항
  - 바리 - 바리 공항
  - 베니스 - 베니스 마르코 폴로 국제공항
  - 베로나 - 베로나 공항
  - 볼로냐 - 볼로냐 굴리엘모 마르코니 공항
  - 안코나 - 안코나 공항
  - 올비야 - 올비야 공항 계졀편
  - 제노아 - 제노아 크리스토포로 콜롬보 공항
  - 카타니아 - 카타니아 폰타나로사 공항
  - 칼리아리 - 칼리아리 엘마스 공항 계졀편
  - 토리노 - 토리노 카셀레 공항
  - 트리에스테 - 트리에스테 프리울리 베네치아 줄리아 공항
  - 팔레르모 - 팔코네 보르셀리노 공항
  - 플로렌스 - 플로렌스 페레톨라 공항 계졀편
  - 피사 - 피사 갈릴레오 갈릴레이 공항
- 크로아티아
  - 자그레브 - 자그레브 국제공항
  - 두브로브니크 - 두브로브니크 공항 계졀편
  - 스플리트 - 스플리트 공항 계졀편
  - 자다르 - 자다르 공항 계졀편
- 키프로스
  - 라르나카 - 라르나카 국제공항
- 튀르키예
  - 앙카라 - 에센보아 국제공항
  - 이스탄불 - 이스탄불 아르나부코이 국제공항
  - 보드룸 - 보드룸 공항 계졀편
  - 안탈리아 - 안탈리아 공항
  - 이즈미르 - 이즈미르 공항 계졀편
- 포르투갈
  - 리스본 - 리스본 공항
  - 파로 - 파로 공항 계졀편
  - 포르투 - 포르투 공항 계졀편

#### 동유럽
- 러시아
  - 모스크바 - 도모데도보 공항
  - 상트페테르부르크 - 풀코보 국제공항
- 루마니아
  - 부쿠레슈티 - 헨리 코안더 국제공항
  - 시비우 - 시비우 국제공항
  - 클루지나포카 - 클루지나포카 국제공항
  - 티미쇼아라 - 티미쇼아라 국제공항
- 라트비아
  - 리가 - 리가 국제공항
- 리투아니아
  - 빌뉴스 - 빌뉴스 국제공항
- 몰도바
  - 키시너우 - 키시너우 국제공항
- 벨라루스
  - 민스크 - 민스크 국제공항
- 불가리아
  - 소피아 - 소피아 국제공항
- 에스토니아
  - 탈린 - 탈린 공항
- 우크라이나
  - 키예프 - 보리스필 국제공항
  - 리비프 - 리비프 국제공항
  - 오데사 - 오데사 국제공항
- 체코
  - 프라하 - 프라하 바츨라프 하벨 국제공항
- 폴란드
  - 바르샤바 - 바르샤바 쇼팽 국제공항
  - 카토비체 - 카토비체 국제공항
  - 크라쿠프 - 크라쿠프 발리체 국제공항
  - 그단스크 - 그단스크 레흐 바웬사 공항
  - 루블린 - 루블린 공항
  - 브로츠와프 - 브로츠와프 코페르니쿠스 공항
  - 제슈프 - 제슈프 야시온카 공항
  - 포즈난 - 포즈난 아비카 공항
- 헝가리
  - 부다페스트 - 부다페스트 페리 헤지 국제공항

#### 북유럽
- 노르웨이
  - 오슬로 - 오슬로 공항
  - 베르겐 - 베르겐 공항
  - 스타방게르 - 스타방게르 공항
  - 트롬쇠 - 트롬쇠 공항 계졀편
- 덴마크
  - 코펜하겐 - 코펜하겐 공항
  - 빌룬 - 빌룬 공항
  - 올보르 - 올보르 공항
- 스웨덴
  - 스톡홀름 - 스톡홀름 알란다 공항
  - 예테보리 - 예테보리 란드베터 공항
- 아이슬란드
  - 레이캬비크 - 케플라비크 국제공항 계졀편
- 핀란드
  - 헬싱키 - 헬싱키 반타 국제공항
  - 키틸라 - 키틸라 공항 계졀편

### 아메리카

#### 북아메리카
- 미국
  - 워싱턴 D.C - 워싱턴 덜레스 국제공항
  - 뉴욕 - 존 F. 케네디 국제공항
  - 뉴어크 - 뉴어크 리버티 국제공항
  - 댈러스 - 댈러스 포트워스 국제공항
  - 덴버 - 덴버 국제공항
  - 디트로이트 - 디트로이트 메트로폴리탄 웨인 카운티 국제공항
  - 로스앤젤레스 - 로스앤젤레스 국제공항
  - 마이애미 - 마이애미 국제공항
  - 보스턴 - 로건 국제공항
  - 산호세 - 산호세 국제공항
  - 샌디에고 - 샌디에고 국제공항
  - 샬럿 - 샬럿 더글러스 국제공항
  - 샌프란시스코 - 샌프란시스코 국제공항
  - 시애틀 - 시애틀 터코마 국제공항
  - 시카고 - 오헤어 국제공항
  - 애틀랜타 - 하츠필드 잭슨 애틀랜타 국제공항
  - 올랜도 - 올랜도 국제공항
  - 탬파 - 탬파 국제공항
  - 필라델피아 - 필라델피아 국제공항
  - 휴스턴 - 조지 부시 인터콘티넨털 공항
- 캐나다
  - 오타와 - 오타와 맥도날드 카르티에 국제공항
  - 몬트리올 - 몬트리올 피에르 엘리오트 트뤼도 국제공항
  - 밴쿠버 - 밴쿠버 국제공항
  - 토론토 - 토론토 피어슨 국제공항
- 멕시코
  - 멕시코시티 - 멕시코시티 국제공항
  - 캉쿤 - 캉쿤 국제공항 계졀편
- 파나마
  - 파나마시티 - 토쿠멘 국제공항

#### 남아메리카
- 브라질
  - 리우데자네이루 - 리우데자네이루 갈레앙 국제공항
  - 상파울루 - 상파울루 구아룰류스 국제공항
- 아르헨티나
  - 부에노스아이레스 - 미니스토로 피스타리니 국제공항
- 콜롬비아
  - 보고타 - 엘도라도 국제공항

## 단항 노선

### 아시아

#### 동아시아
- 대한민국
  - 서울 - 김포국제공항
  - 부산 - 김해국제공항
- 중화인민공화국
  - 광저우 - 광저우 바이윈 국제공항
  - 칭다오 - 칭다오 류팅 국제공항
- 중화민국
  - 타이베이 - 타이완 타오위안 국제공항
- 일본
  - 오사카
    - 오사카 국제공항 - (간사이 국제공항으로 이양)
    - 간사이 국제공항

#### 동남아시아
- 말레이시아
  - 쿠알라룸푸르 - 쿠알라룸푸르 국제공항
- 베트남
  - 하노이 - 노이바이 국제공항
  - 호치민 시 - 떤선녓 국제공항
- 인도네시아
  - 자카르타 - 수카르노 하타 국제공항
  - 덴파사르 - 응우라라이 국제공항
- 필리핀
  - 마닐라 - 니노이 아키노 국제공항

#### 남아시아
- 네팔
  - 카트만두 - 트리부반 국제공항
- 스리랑카
  - 콜롬보 - 반다라나이케 국제공항
- 인도
  - 콜카타 - 네타지 수바스 찬드라 보스 국제공항
  - 하이데라바드 - 라지브 간디 국제공항

#### 서남아시아
- 시리아
  - 다마스쿠스 - 다마스쿠스 국제공항
  - 알레포 - 알레포 국제공항
- 아랍에미리트
  - 아부다비 - 아부다비 국제공항
- 예멘
  - 사나 - 사나 국제공항
- 오만
  - 무스카트 - 무스카트 국제공항
- 이라크
  - 바그다드 - 바그다드 국제공항
- 이란
  - 마슈하드 - 마슈하드 국제공항
- 카타르
  - 도하 - 뉴도하 국제공항
- 파키스탄
  - 라호르 - 알라마 이크발 국제공항
  - 카라치 - 진나 국제공항

#### 중앙아시아
- 아르메니아
  - 예레반 - 츠바르트노츠 국제공항
- 우즈베키스탄
  - 타슈켄트 - 타슈켄트 국제공항
- 투르크메니스탄
  - 아시가바트 - 아시가바트 국제공항

### 아프리카

#### 서아프리카
- 가나
  - 아크라 - 코토카 국제공항
- 가봉
  - 리브르빌 - 리브르빌 국제공항
- 세네갈
  - 다카르 - 레오폴 세다르 상고르 국제공항
- 카메룬
  - 두알라 - 두알라 국제공항
- 코트디부아르
  - 아비장 - 포르부에 국제공항
- 콩고 공화국
  - 푸앵트누아르 - 푸앵트누아르 국제공항

#### 남아프리카
- 나미비아
  - 빈트후크 - 빈트후크 호세아 쿠타코 국제공항
- 짐바브웨
  - 하라레 - 하라레 국제공항
- 탄자니아
  - 다르에스살람 - 줄리어스 니에레레 국제공항

#### 동아프리카
- 수단
  - 하르툼 - 하르툼 국제공항
- 에리트레아
  - 아스마라 - 아스마라 국제공항
- 우간다
  - 엔테베 - 엔테베 국제공항
- 콩고 민주 공화국
  - 킨샤사 - 킨샤사 국제공항

#### 북아프리카
- 리비아
  - 트리폴리 - 트리폴리 국제공항
- 모로코
  - 탕헤르 - 탕헤르 이븐 바투타 공항
- 알제리
  - 콩스탕틴 - 모하마드 부디아프 공항
- 이집트
  - 알렉산드리아 - 알렉산드리아 국제공항
- 카보베르데
  - 살섬 - 아밀카르 카브랄 국제공항

### 유럽

#### 서유럽
- 영국
  - 런던 - 런던 스탠스테드 국제공항
  - 글래스고 - 글래스고 공항
  - 브리스톨 - 브리스톨 공항
- 프랑스
  - 파리 - 파리 오를리 공항
  - 릴 - 릴 레캉 공항
  - 보르도 - 보르도 메리냑 공항
  - 생트로페 - 생트로페 라몰 공항
  - 스트라스부르 - 스트라스부르 공항
- 독일
  - 베를린 - 베를린 테겔 국제공항
  - 도르트문트 - 도르트문트 공항

#### 중유럽
- 오스트리아
  - 클라겐푸르트 - 클라겐푸르트 공항

#### 남유럽
- 그리스
  - 테살로니키 - 테살로니키 국제공항
- 스페인
  - 라스팔마스 - 그란 카나리아 공항
- 이탈리아
  - 베르가모 - 오리오 엘 세리오 국제공항
  - 엘바섬 - 마리아나디캄포 공항
  - 페루자 - 페루자 국제공항
- 튀르키예
  - 부르사 - 부르사 예니세이르쉬 공항
  - 이스탄불 - 이스탄불 아타튀르크 국제공항

#### 동유럽
- 러시아
  - 모스크바 - 셰레메티예보 국제공항
  - 모스크바 - 브누코보 국제공항
  - 노보시비르스크 - 톨마쵸보 국제공항
  - 사마라 - 쿠루모치 국제공항
  - 소치 - 소치 국제공항
  - 우파 - 우파 국제공항
  - 카잔 - 카잔 국제공항
  - 니지니노브고로드 - 니지니노브고로드 공항
  - 로스토프나도누 - 로스토프나도누 공항
  - 예카테린부르크 - 콜초보 공항
  - 페름 - 페름 공항
- 슬로바키아
  - 브라티슬라바 - 브라티슬라바 국제공항
- 우크라이나
  - 도네츠크 - 도네츠크 국제공항
- 체코
  - 브르노 - 브르노 투라니 공항

#### 북유럽
- 노르웨이
  - 트론헤임 - 트론헤임 공항
- 핀란드
  - 투르쿠 - 투르쿠 공항

### 아메리카

#### 북아메리카
- 미국
  - 포틀랜드 - 포틀랜드 국제공항
  - 피닉스 - 피닉스 스카이하버 국제공항
- 캐나다
  - 캘거리 - 캘거리 국제공항
- 멕시코
  - 메리다 - 마누엘 크레스센시오 레혼 국제공항
  - 몬테레이 - 제너럴 마리아노 에스코베도 국제공항

#### 남아메리카
- 베네수엘라
  - 카라카스 - 시몬 볼리바르 국제공항
- 볼리비아
  - 라파즈 - 엘알토 국제공항
- 브라질
  - 캄피나스 - 비라코푸스 캄피나스 국제공항
  - 헤시피 - 헤시피 구아라라피스 지우베르투 프레이르 국제공항
- 에콰도르
  - 키토 - 마리스칼 수크레 국제공항
  - 과야킬 - 호세 호아킨데 올메도 국제공항
- 우루과이
  - 몬테비데오 - 카라스코 국제공항
- 칠레
  - 산티아고 - 아르투로 메리노 베니테스 국제공항
- 파라과이
  - 아순시온 - 실비오 페티로시 국제공항
- 페루
  - 리마 - 호르헤차베스 국제공항
- 푸에르토리코
  - 산후안 - 루이스 무뇨스 마린 국제공항

#### 카리브해
- 네덜란드령 신트마르턴
  - 필립스뷔르흐 - 프린세스 줄리아나 국제공항
- 바하마
  - 나소 - 린든 핀들링 국제공항
- 앤티가 바부다
  - 세인트존스 - VC 버드 국제공항
- 자메이카
  - 킹스턴 - 노먼 맨리 국제공항

### 오세아니아
- 뉴질랜드
  - 오클랜드 - 오클랜드 국제공항
- 오스트레일리아
  - 시드니 - 시드니 킹스포드 스미스 국제공항
  - 멜버른 - 멜버른 공항